# Хейманс, Эмили
Э́мили Хе́йманс (англ. Émilie Heymans; 14 декабря 1981, Брюссель, Бельгия) — канадская прыгунья в воду, четырёхкратная медалистка Олимпийских игр, чемпионка мира.

## Спортивная биография
Через год после рождения Эмили родители эмигрировали в Канаду в пригород Монреаля Лонгёй. С 5 до 11 лет Эмили занималась спортивной гимнастикой, но тренеры не видя перспективы спортивного роста, посоветовали сменить вид спорта. Хейманс начала заниматься прыжками в воду. И уже в 1997 году пришёл первый крупный успех — победа на юношеском чемпионате мира.
В 2000 году Хейманс отправилась на свои первые Олимпийские игры. И сразу же были завоёваны серебряные медали в синхронных прыжках с вышки в паре с Энн Монтмини.
На следующие свои Игры Хейманс ехала в качестве фаворита соревнований. Но соревнования в индивидуальных видах не принесли ожидаемого результата, зато в синхронных прыжках вновь канадская спортсменка не осталась без наград. Хейманс в паре с Блит Хартли стали бронзовыми призёрами игр.
На Играх в Пекине в 2008 году Хейманс решила сосредоточиться лишь на одной дисциплине (индивидуальные прыжки с вышки) и это принесло отличные результаты. В упорном соперничестве с двумя китайскими спортсменками была завоёвана серебряная медаль.
Завершила карьеру в январе 2013 года.

## Личная жизнь
Мать Эмили — фехтовальщица Мари-Поль Ван Эйк, представлявшая сборную Бельгии на летних Олимпийских играх 1976 года в Монреале.